# Onze-Lieve-Vrouwekerk (Koblenz)
De Kerk van Onze-Lieve-Vrouw (Duits: Liebfrauenkirche) is een rooms-katholieke kerk in het oude centrum van de Duitse stad Koblenz. De kerk bepaalt op het hoogste punt van de stad samen met de Sint Kastor- en de Sint-Florinuskerk het silhouet van het oude stadscentrum. Van de late middeleeuwen tot aan de Franse Revolutie was de Onze-Lieve-Vrouwekerk de belangrijkste parochiekerk van de stad. De kerk draagt het patrocinium van de Heilige Maagd Maria en is een meesterwerk van middeleeuwse bouwkunst in het Midden-Rijndal.
Sinds 2002 maakt de kerk onderdeel uit van het UNESCO-werelderfgoed Boven Midden-Rijndal.

## Geschiedenis
Al in de 5e eeuw werd op de plek door Franken een christelijk godshuis gebouwd binnen de muren van een gebouw uit de Romeinse tijd. De bouw van de huidige kerk werd begonnen in 1180 en tot in de late middeleeuwen werd de kerk herhaaldelijk vergroot en aan nieuwe eisen aangepast. In de 13e eeuw kreeg het tot dan toe torenloze gebouw aan de westzijde een nieuwe gevel met twee torens. Tegelijkertijd werd de lichtbeuk verhoogd, het schip met gewelven overdekt en het priesterkoor verhoogd.
Van 1404-1430 werd naar ontwerp van Johannes von Spey het in gotische stijl verlengde koor gebouwd. Vanaf 1463 werd de gevel tussen de beide torens met een verdieping verhoogd en het romaanse roosvenster vervangen door een maaswerkvenster. Het gotische aanzien van de kerk werd verder versterkt toen in de jaren 1486-1487 de romaanse gewelven werden vervangen door een rijk stergewelf met ribben die elkaar kruisen in fraai gedecoreerde sluitstenen. Tegelijkertijd werden de vensters van het lichthuis vervangen door de huidige laatgotische vensters.
In 1688 werd Koblenz aangevallen door de Franse troepen van Lodewijk XIV van Frankrijk. Bij de zware beschadiging van de stad brandden ook de gotische torens af die in 1694 werden herbouwd in de huidige karakteristieke vorm. In de antichristelijke Franse tijd werd de secularisatie doorgevoerd, de stiften van Koblenz werden opgeheven en kerken en kloosters verloren hun inventaris en/of hun bestemming. De Onze-Lieve-Vrouwekerk werd in 1803 als bouwvallig bestempeld. Sloop van de kerk kon echter worden voorkomen. Vanaf 1852 ging het weer bergopwaarts met de kerk toen de Keulse architect Vincenz Statz de kerk restaureerde in de stijl van de neoromaanse architectuur.
Bij de zwaarste luchtaanvallen op Koblenz van 6 november 1944 werd de kerk zwaar beschadigd. De kerk brandde uit, maar de gewelven en de muren bleven intact. Kort na het einde van de Tweede Wereldoorlog kreeg de kerk een nooddak om het gebouw droog te houden en in het schip van de kerk werd een noodkerk ingericht, door kinderen liefkozend Klein St. Marien genoemd. De wederopbouw van de kerk begon vanaf 1950 en duurde tot 1955. De daarop volgende jaren werd de kerk verder verfraaid. In de jaren 1971-1974 kreeg het exterieur van koor en schip weer een kleurstelling naar middeleeuws voorbeeld. De altaarruimte werd van 1974-1980 opnieuw ingericht. In 1992 werden in het koor nieuwe ramen geplaatst die vervaardigd zijn door Gottfried von Stockhausen. Het deels romaanse, deels gotische interieur kreeg in 1999/2000 meer eenheid door een uniforme kleurstelling op basis van kleurvondsten uit de 15e eeuw. In de jaren 2005-2007 werd het koor opnieuw gerestaureerd.

## Opbouw
De kerk heeft een westgevel met een dubbeltorenfront, een schip en een iets hoger koor.

## Afbeeldingen

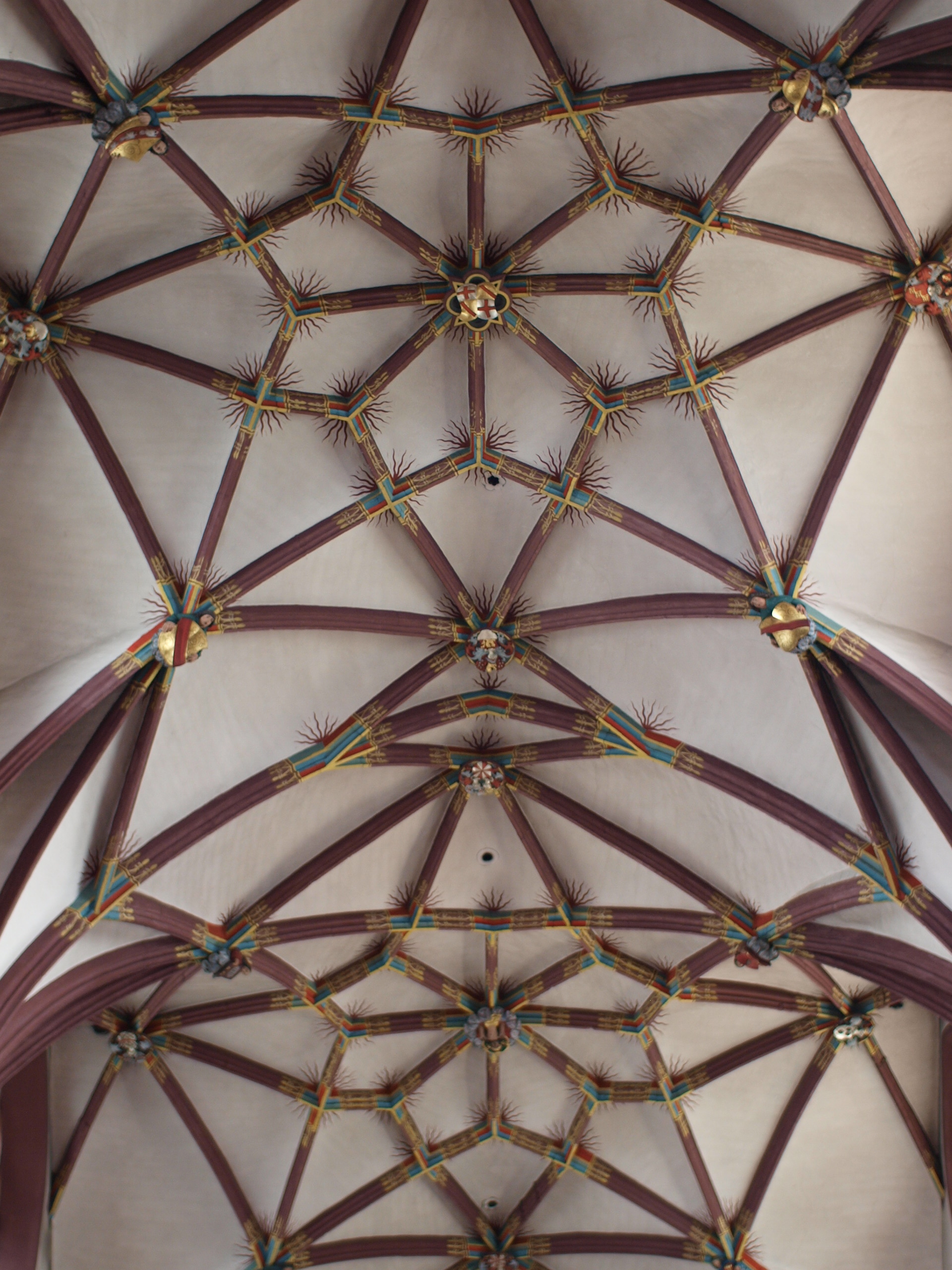
Gotisch stergewelf
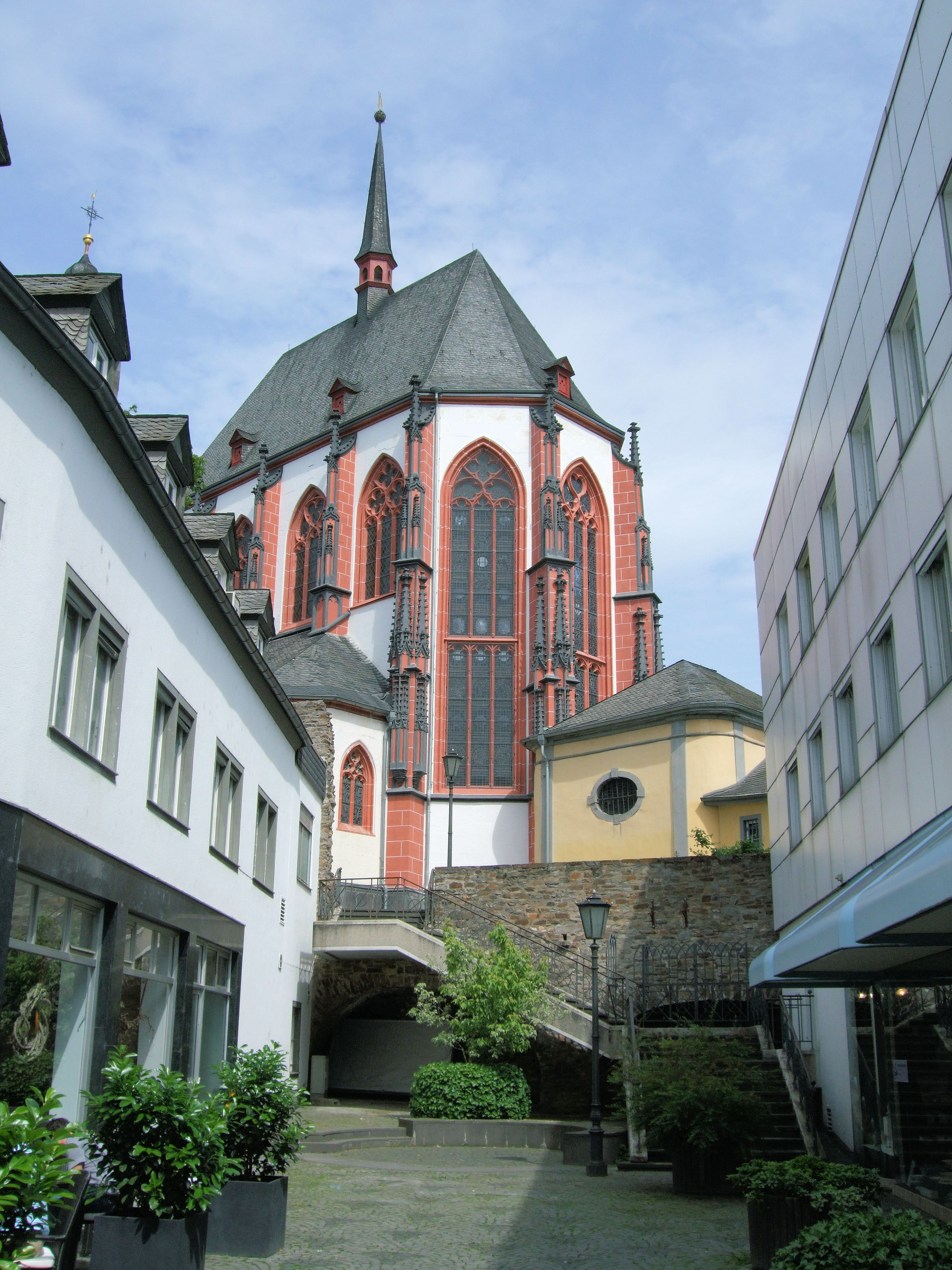
Koor en resten van de Romeinse stadsversterking
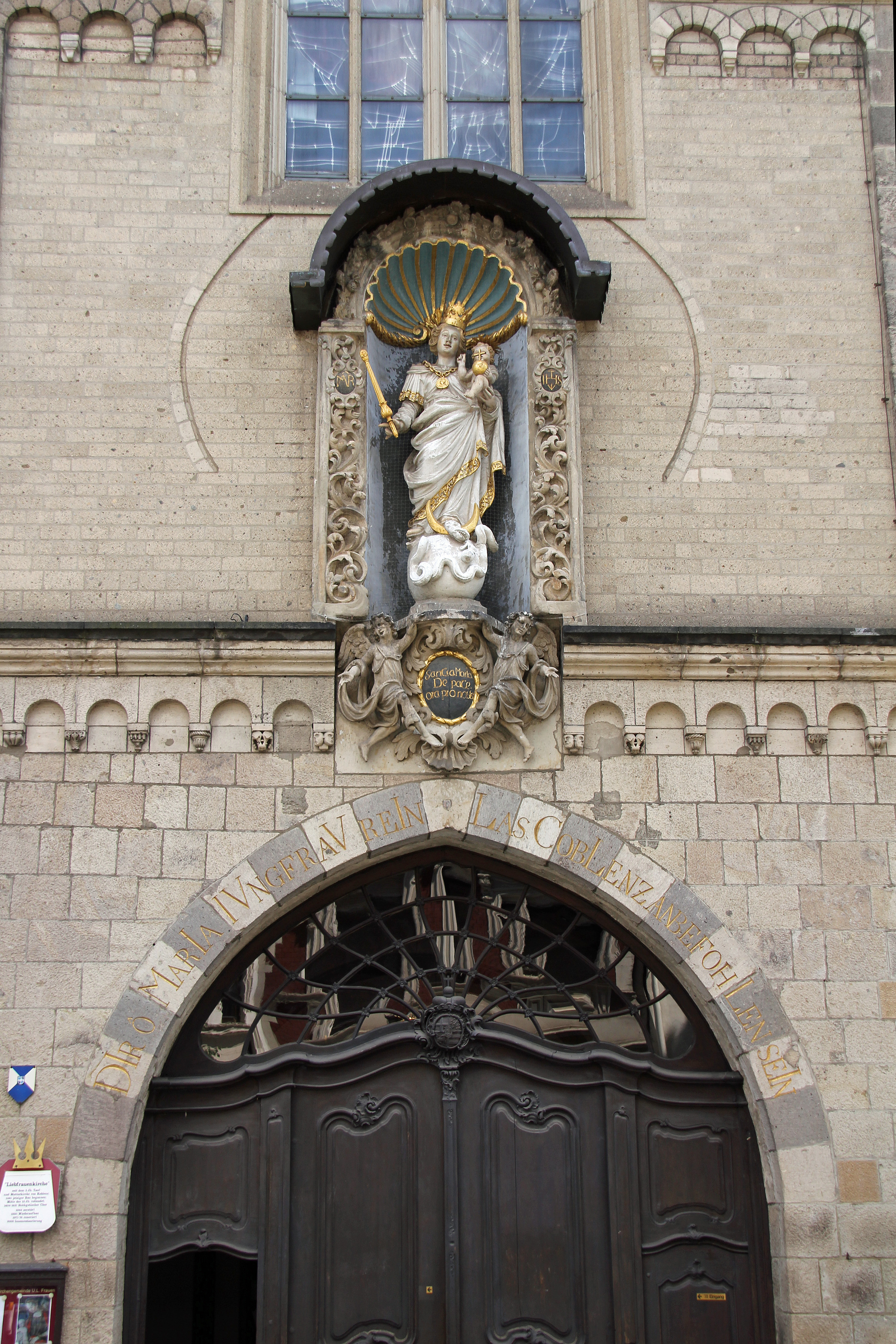
Hoofdportaal
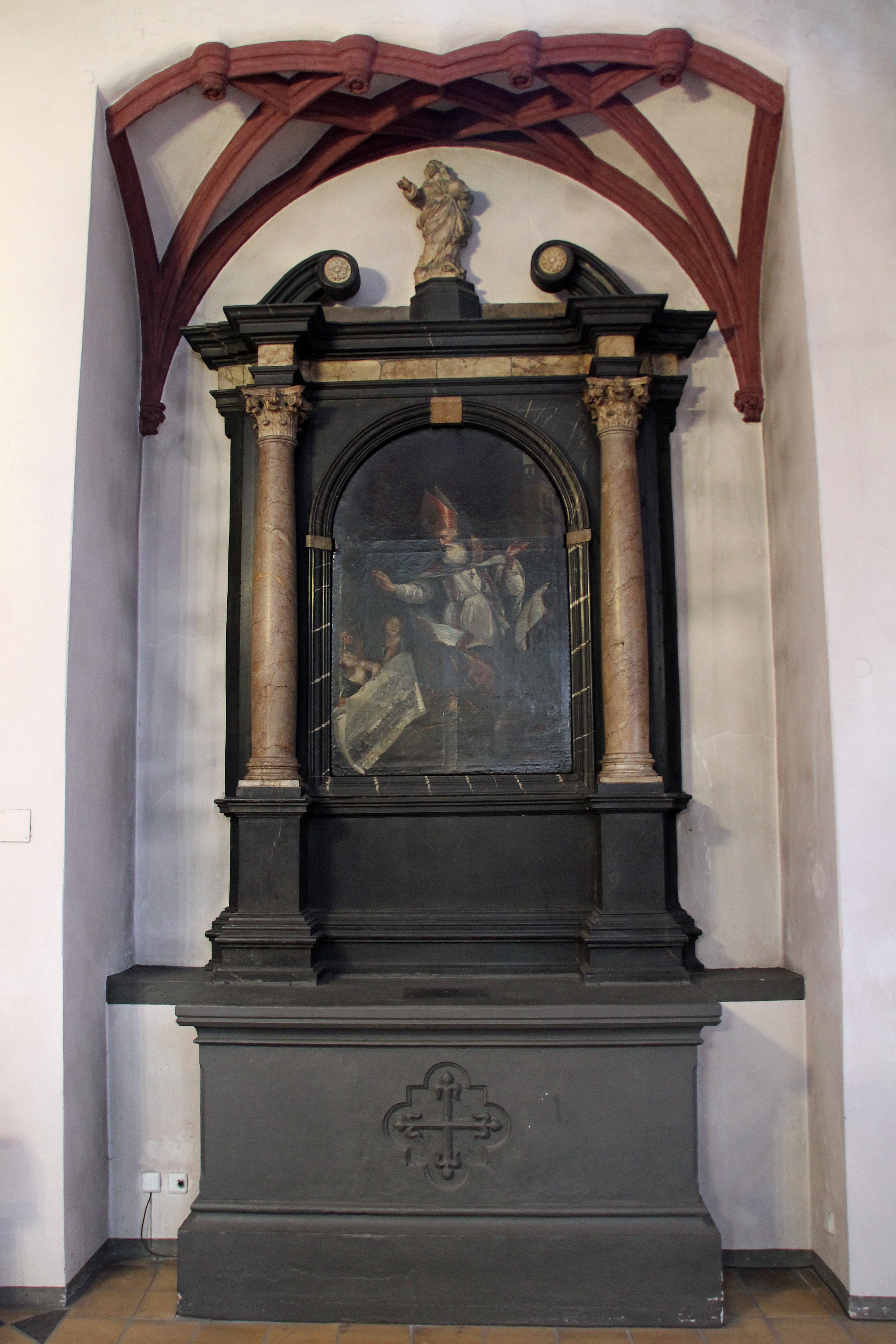
Nicolaasaltaar
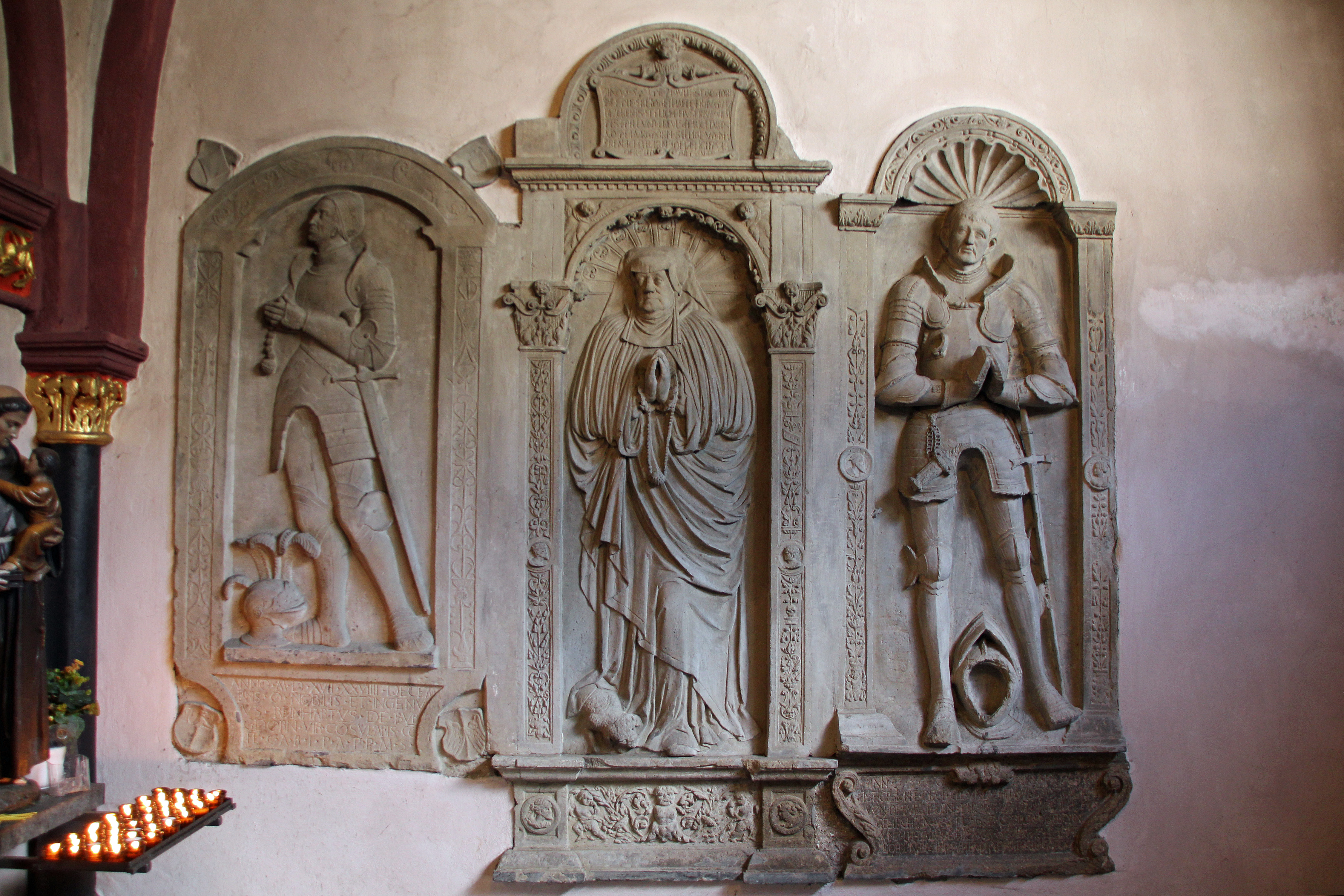
Grafmonumenten van de Koblenzer familie Von dem Burgtorn
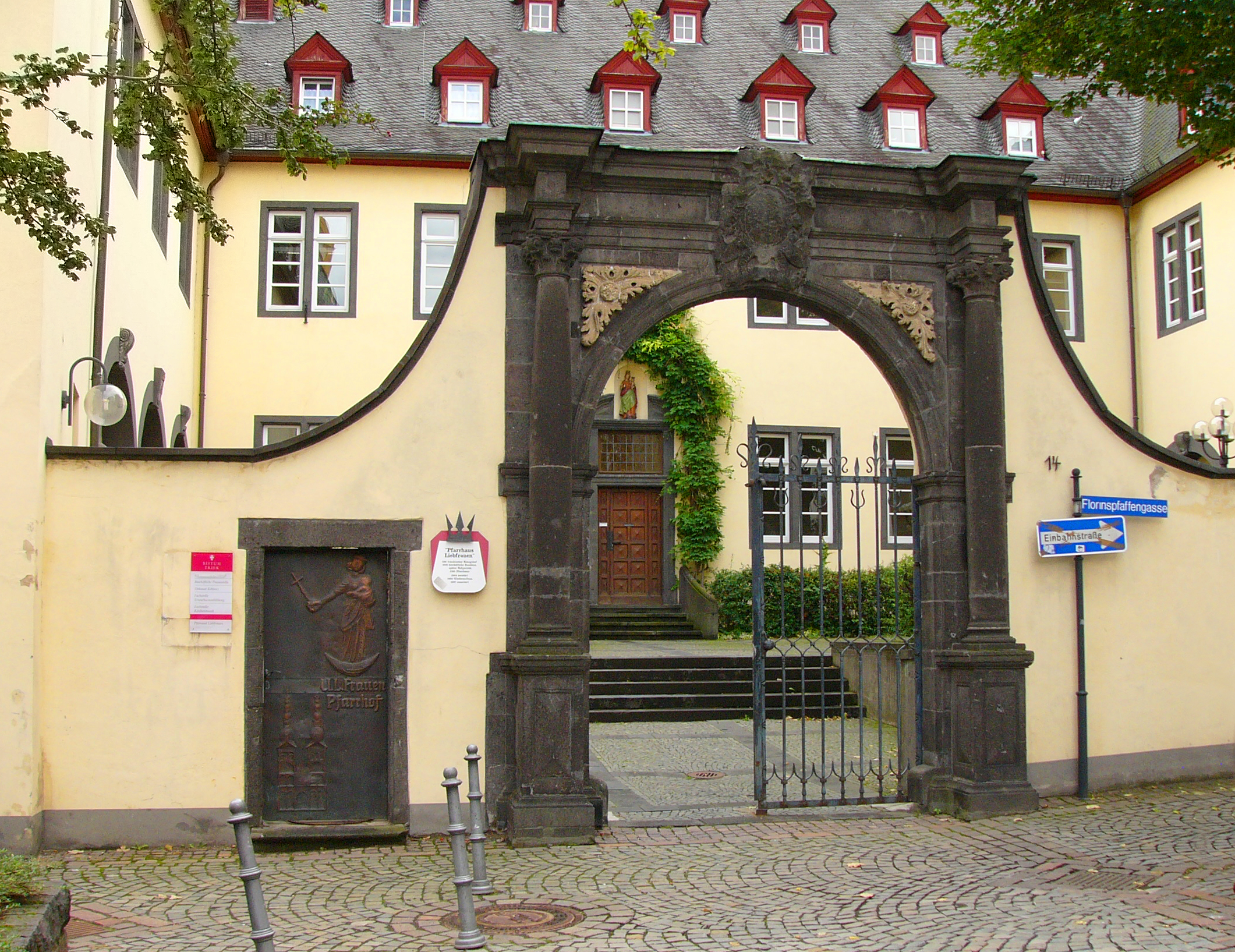
Parochiehuis
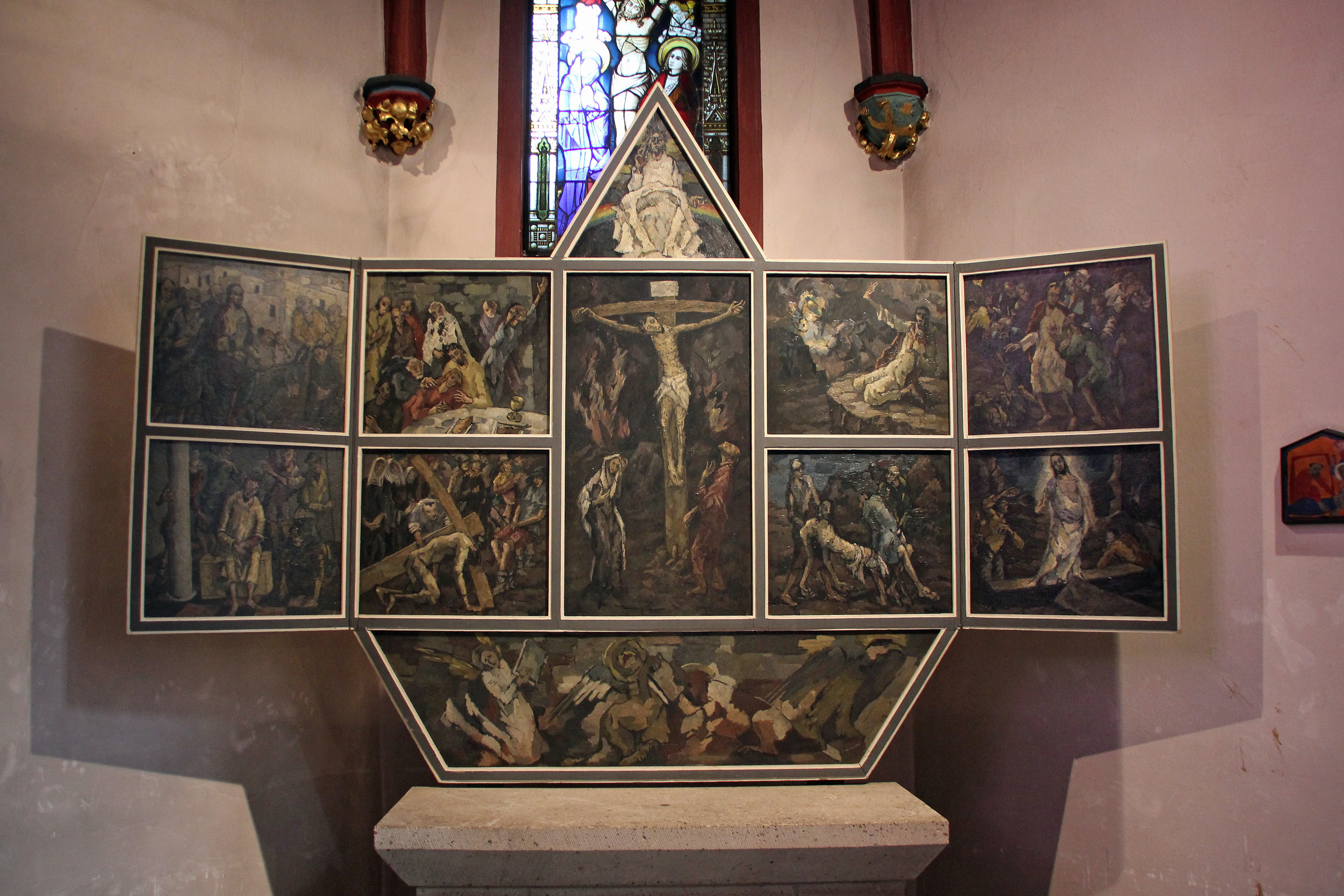
Passiealtaar Hanns Sprung (1947)